# Fattburger
Fattburger es un grupo de jazz, y más específicamente de jazz-funk, smooth jazz y jazz fusión. La banda fue formada por el saxofonista Hollis Gentry; el teclista Carl Evans Jr.; el bajista Mark Hunter; el baterista Kevin Koch; y el guitarrista Steve Laury, en San Diego (California) a comienzo de los años 1980. A ellos se les unió, muy pronto, el percusionista Tommy Aros.

## Historial
Tras su primer álbum, Hollis Gentry dejó la banda para seguir su propia carrera (aunque regresaría en los años 1990), y tras la publicación de "Come & Get It", Steve Laury también siguió su propio camino.  Como consecuencia, su siguiente álbum,, "On A Roll",  fue el primero con formación de cuarteto (aunque Kiko Cibrian y Mike Shapiro aparecen como guitarristas de estudio). El guitarra Evan Marks se incorporó a la banda, como miembro estable, en 1995.  Tras su álbum de 2004, "Work to Do", Hollis Gentry falleció (5 de septiembre de 2006), y, un par de años más tarde, lo hizo Carl Evans Jr. (10 de abril de 2008).
Después de estos fallecimientos, Fattburger se reagrupó para tocar en vivo en el "Anthology Jazz Club", el 26 de junio de 2009, incorporando a Allan Phillips como nuevo teclista. La banda sigue actuando hoy en día..
El mayor éxito comercial de Fattburger fueron los CDs "Sizzlin"' y "T.G.I.F.attburger!", que lograron posicionarse en la lista de álbumes de jazz de Billboard.

## Discografía
| Título                  |  | Año  |  | Sello discográfico | Observaciones |
| ----------------------- |  | ---- |  | ------------------ | --- |
| One of a Kind           |  | 1986 |  | Golden Boy Jazz    | 3 estrellas en AllMusic                                                                                             |
| Good News               |  | 1987 |  | Intima             | 3 estrellas en AllMusic                                                                                             |
| Living in Paradise      |  | 1988 |  | Intima             | 2 estrellas y media en AllMusic                                                                                     |
| Time Will Tell          |  | 1989 |  | Intima             | 3 estrellas en AllMusic                                                                                             |
| Come and Get It         |  | 1990 |  | Capitol            | 3 estrellas en AllMusic                                                                                             |
| The Best of Fattburger  |  | 1992 |  | Blue Note          | 4 estrellas en AllMusic                                                                                             |
| On a Roll               |  | 1993 |  | Sin-Drome          | 3 estrellas en AllMusic                                                                                             |
| Livin' Large            |  | 1995 |  | Shanachie          | 4 estrellas en AllMusic                                                                                             |
| All Natural Ingredients |  | 1996 |  | Shanachie          | 4 estrellas en AllMusic                                                                                             |
| Sugar                   |  | 1998 |  | Shanachie          | 3 estrellas en AllMusic                                                                                             |
| Fattburger.com          |  | 2000 |  | Shanachie          | 4 estrellas en AllMusic                                                                                             |
| T.G.I.F.attburger!      |  | 2001 |  | Shanachie          | 4 estrellas en AllMusic; alcanza el puesto #38 en Billboard Jazz Albums, el 9 de junio de 2001                      |
| Sizzlin'                |  | 2003 |  | Shanachie          | 2 estrellas y media en AllMusic; alcanza el puesto #25 en la lista de Billboard Jazz Albums, el 26 de abril de 2003 |
| Work to Do!             |  | 2004 |  | Shanachie          | 3 estrellas y media en AllMusic                                                                                     |
| Greatest Hits           |  | 2007 |  | Shanachie          | |